# Blanmont
Pour les articles homonymes, voir Marie Pierre Isidore de Blanmont.
 (mai 2021).
Si vous disposez d'ouvrages ou d'articles de référence ou si vous connaissez des sites web de qualité traitant du thème abordé ici, merci de compléter l'article en donnant les références utiles à sa vérifiabilité et en les liant à la section « Notes et références ».
Blanmont fait partie de l'entité de Chastre (Belgique) depuis les fusions de communes. Elle se situe au confluent du Nil et de l'Orne.

## Divers
- La salle Patria qui accueille des événements et des camps scouts.
- La maison de la salle Patria rattachée à la salle Patria, elle héberge l'unité scoute de Blanmont.
- L'espace 2000 accueille les élèves de l'école de Blanmont pour les cours de sport ainsi que différents événements.

## Patrimoine
- L'église paroissiale Saint-Martin[réf. souhaitée]
- Le château (1640), seigneurie du XIVe siècle. Le château de Blanmont se signale[réf. souhaitée] par une grande « tour porche » en briques et pierres bleues, coiffée d'un toit brisé en pavillon. Celle-ci fut construite par Guillaume de Kessel[réf. souhaitée] vers 1640. Le château fut acquis par la famille Everarts de Velp à la fin du XIXe siècle qui y réside toujours. Le bâtiment se distingue[réf. souhaitée] également par les dépendances qui l'accompagnent. Le corps de logis possède deux niveaux de six travées en briques sur soubassement chanfreiné[réf. souhaitée]. Cette construction est parée de boulins, chaînages, frises denticulées de briques et cordons de pierre blanche[réf. souhaitée]. Le parc du château comprend de magnifiques arbres, au moins tricentenaires[réf. souhaitée][1].
- La fermette en L du XVIIIe siècle (route provinciale)[réf. souhaitée]
- La chapelle Mahy[réf. souhaitée]. Elle se situe à la limite de la commune, à hauteur du lieu-dit les Hayettes (Nil-St-Vincent). Plusieurs fois victime de vandalisme[réf. souhaitée], elle fut toujours reconstruite et entretenue par les paroissiens de Blanmont.
- L'arbre de Blanmont À proximité de la Nationale 4, non loin du carrefour de deux chemins de remembrement, cet endroit a pour caractéristique d'être le point culminant[réf. souhaitée] de la commune (155 m au-dessus du niveau de la mer). Il paraît[réf. souhaitée] que, de cet endroit, on peut apercevoir, par temps clair, la butte du Lion de Waterloo. Qu'en est-il encore actuellement ? Cet arbre a probablement[réf. souhaitée] été abattu pour des raisons militaires et remplacé par un buisson quelque peu distant de l'emplacement initial.
- La chapelle Ste Rita et St Ghislain. Elle est située à l'angle de la rue de la Chapelle et du chemin de remembrement vers Hévillers[réf. souhaitée].
- l'ancien poste de maréchaussée. Il s'agit de la demeure natale du grand théoricien du Parti communiste belge, Aurèle Vosters[réf. souhaitée].
- Le moulin de Godeupont, rue des Trois Ruisseaux. Ce moulin banal (propriété du seigneur mis à disposition du public moyennant redevance) construit au XIIe siècle par les Seigneurs de Walhain, est le quatrième de la commune[réf. souhaitée] sur le cours de l'Orne. Actuellement propriété privée, l'ensemble, non classé, a fait l'objet d'une restauration intéressante[réf. souhaitée] de toute sa machinerie. Les meules servent aujourd’hui de table de salon[réf. souhaitée].
- Le moulin « Al Poudre». Le cinquième et dernier[réf. souhaitée] de l’entité, sur l’Orne, à la limite des villages de Blanmont et Hévillers, le long de la ligne de chemin de fer, ce moulin d’origine doit son nom, sans doute au fait que durant les guerres de Napoléon, il servit d’entrepôt de poudre à canon. Il fut par la suite transformé en brasserie créée par un certain M. NAMECHE[réf. souhaitée], à qui succéda une famille de célèbres brasseurs établie par la suite à Mont-St-Guibert. Redevenu[réf. souhaitée] ensuite moulin à farine jusque dans les années 1950, puis inexploité, il fut restauré et, après diverses affectations, abrite aujourd'hui des studios, logements pour étudiants et des salles de séminaires.
- La cité de Blanmont
- L'école communale de Blamont

## Fêtes et folklore
Les Fêtes du Muguet se déroulent à Blanmont le 2e week-end du mois de mai[réf. souhaitée].

## Personnalité
- Jacques Hache (1663-1734), abbé de Villers, y est né.